# Ypthima horsfieldii
Ypthima horsfieldii är en fjärilsart som beskrevs av Moore 1884. Ypthima horsfieldii ingår i släktet Ypthima och familjen praktfjärilar. Inga underarter finns listade i Catalogue of Life.